# Laure Diana
Laure Diana, née le 6 février 1897 à Paris 11e et morte le 16 décembre 1980 à Paris 16e, est une actrice française.

## Biographie
Lucienne-Andrée Schwartz - alias Laure Diana - est née le 6 février 1897 dans le 11e arrondissement de Paris, fille de Pierre Schwartz et de son épouse Marguerite Juniet, tous deux diamantaires.
Laure Diana est décédée le 16 décembre 1980 en son domicile au no 29, rue Mirabeau, à la Fondation-Rossini, dans le 16e arrondissement de Paris, épouse divorcée de Jean-Henri Drouhaut, industriel.
Laure Diana fera scandale en tournant nue dans un film, filmée au château de Versailles, et ce dans le bassin de Neptune; elle voulait imiter les statues !
Elle joua dans quelques opérettes mais sa carrière se fit au music-hall, même si elle eut des rôles dans une dizaine de films.
En tant que chanteuse, elle interprétera les Six chansons de soldat de Pierre Mac Orlan et V. Marceau, en 1950.

## Filmographie
- 1931 : Hardi les gars ! de Maurice Champreux
- 1932 : Un chien qui rapporte, de Jean Choux
- 1936 : Samson, de Maurice Tourneur
- 1936 : Les loups entre eux, de Léon Mathot
- 1936 : La Tendre Ennemie, de Max Ophüls
- 1937 : Une femme sans importance de Jean Choux
- 1938 : Un soir à Marseille, de Maurice de Canonge
- 1938 : Trois valses, de Ludwig Berger
- 1947 : Le beau voyage, de Louis Cuny
- 1950 : Manèges, de Yves Allégret